# Premiile Leul Ceh
Premiile Leul Ceh (în cehă Český lev) sunt premii anuale care recunosc realizările valoroase din domeniul filmului și televiziunii. Este cel mai înalt premiu de film acordat în Republica Cehă. Juriul este format din membri ai Academiei Cehe de Film și Televiziune (ČFTA). 
Filmele eligibile trebuie să fi fost lansate în anul anterior ceremoniei de premiere și trebuie să fi fost cel puțin co-produs de un studio de film ceh.
Ceremonia decernării premiilor Leul Ceh (la de-a 21-a ediție) au fost organizate în sala de concerte Rudolfinum din Praga pe 22 februarie 2014 și a fost difuzată de televiziunea cehă (Česká televiza).

## Categorii
- Cel mai bun film
- Cel mai bun regizor
- Cel mai bun scenariu
- Cea mai bună imagine
- Cea mai bună muzică
- Cel mai bun montaj
- Cel mai bun sunet
- Cel mai bun actor în rol principal
- Cea mai bună actriță în rol principal
- Cel mai bun actor în rol secundar
- Cea mai bună actriță în rol secundar
- Cea mai bună contribuție artistică la cinematografia cehă
- Cel mai popular film
- Cel mai bun documentar
- Cel mai bun afiș de film

De asemenea:
- Premiul Magnesie pentru cel mai bun film străin
- Premiul Sazka pentru cel mai bun scenariu neecranizat
- Premiul criticilor de film
- Premiul cititorilor revistei Premiera

## Premiul pentru cel mai bun film
| An   | Titlu în limba română (sau engleză) | Titlu original                   | Regizor           |
| ---- | ----------------------------------- | -------------------------------- | ----------------- |
| 1993 | Big Beat                            | Šakalí léta                      | Jan Hřebejk       |
| 1994 | Thanks for Every New Morning        | Díky za každé nové ráno          | Milan Šteindler   |
| 1995 | The Garden                          | Záhrada                          | Martin Šulík      |
| 1996 | Kolja                               | Kolja                            | Jan Svěrák        |
| 1997 | Buttoners                           | Knoflíkáři                       | Petr Zelenka      |
| 1998 | Sekal Has to Die                    | Je třeba zabít Sekala            | Vladimír Michálek |
| 1999 | Idiot Returns                       | Návrat idiota                    | Saša Gedeon       |
| 2000 | Divided We Fall                     | Musíme si pomáhat                | Jan Hřebejk       |
| 2001 | Little Otik                         | Otesánek                         | Jan Švankmajer    |
| 2002 | Year of the Devil                   | Rok ďábla                        | Petr Zelenka      |
| 2003 | Boredom in Brno                     | Nuda v Brně                      | Vladimír Morávek  |
| 2004 | Up and Down                         | Horem pádem                      | Jan Hřebejk       |
| 2005 | Something Like Happiness            | Štěstí                           | Bohdan Sláma      |
| 2006 | În slujba regelui Angliei           | Obsluhoval jsem anglického krále | Jiří Menzel       |
| 2007 | Little Girl Blue                    | Tajnosti                         | Alice Nellis      |
| 2008 | The Karamazovs                      | Karamazovi                       | Petr Zelenka      |
| 2009 | Protector                           | Protektor                        | Marek Najbrt      |
| 2010 | Walking Too Fast                    | Pouta                            | Radim Špaček      |
| 2011 | Flower Buds                         | Poupata                          | Zdeněk Jiráský    |
| 2012 | In the Shadow                       | Ve stínu                         | David Ondříček    |
| 2013 | Burning Bush                        | Hořící keř                       | Agnieszka Holland |
| 2014 | The Way Out                         | Cesta ven                        | Petr Václav       |
| 2015 | The Snake Brothers                  | Kobry a užovky                   | Jan Prušinovský   |

## Premiul pentru cel mai bun regizor
| An   | Regizor           | Titlu în limba română (sau engleză) | Titlu original                   |
| ---- | ----------------- | ----------------------------------- | -------------------------------- |
| 1993 | Jan Hřebejk       | Big Beat                            | Šakalí léta                      |
| 1994 | Milan Šteindler   | Thanks for Every New Morning        | Díky za každé nové ráno          |
| 1995 | Martin Šulík      | The Garden                          | Záhrada                          |
| 1996 | Jan Svěrák        | Kolja                               | Kolja                            |
| 1997 | Petr Zelenka      | Buttoners                           | Knoflíkáři                       |
| 1998 | Vladimír Michálek | Sekal Has to Die                    | Je třeba zabít Sekala            |
| 1999 | Saša Gedeon       | Idiot Returns                       | Návrat idiota                    |
| 2000 | Jan Hřebejk       | Divided We Fall                     | Musíme si pomáhat                |
| 2001 | Jan Svěrák        | Dark Blue World                     | Tmavomodrý svět                  |
| 2002 | Petr Zelenka      | Year of the Devil                   | Rok ďábla                        |
| 2003 | Vladimír Morávek  | Boredom in Brno                     | Nuda v Brně                      |
| 2004 | Jan Hřebejk       | Up and Down                         | Horem pádem                      |
| 2005 | Bohdan Sláma      | Something Like Happiness            | Štěstí                           |
| 2006 | Jiří Menzel       | În slujba regelui Angliei           | Obsluhoval jsem anglického krále |
| 2007 | Jan Svěrák        | Empties                             | Vratné lahve                     |
| 2008 | Petr Zelenka      | The Karamazovs                      | Karamazovi                       |
| 2009 | Marek Najbrt      | Protector                           | Protektor                        |
| 2010 | Radim Špaček      | Walking Too Fast                    | Pouta                            |
| 2011 | Zdeněk Jiráský    | Flower Buds                         | Poupata                          |
| 2012 | David Ondříček    | In the Shadow                       | Ve stínu                         |
| 2013 | Agnieszka Holland | Burning Bush                        | Hořící keř                       |
| 2014 | Petr Václav       | The Way Out                         | Cesta ven                        |
| 2015 | Jan Prušinovský   | The Snake Brothers                  | Kobry a užovky                   |

## Premiul pentru contribuția extraordinară la cinematografia cehă
| Anul | Primitor                                 | Note                                      | Filme notabile        |
| ---- | ---------------------------------------- | ----------------------------------------- | --------------------- |
| 1993 | František Vláčil                         | Regizor.                                  | Marketa Lazarová      |
| 1994 | Jan Švankmajer                           | Regizor și animator.                      | Alice                 |
| 1995 | Karel Kachyňa                            | Regizor                                   |                       |
| 1996 | Jiří Menzel                              | Regizor și câștigător al Premiului Oscar. | Trenuri bine păzite   |
| 1997 | Miloš Forman                             | Regizor                                   | The Firemen's Ball    |
| 1998 | Jiří Krejčík                             | Regizor                                   | Higher Principle      |
| 1999 | Miroslav Ondříček                        | Director de imagine                       | Intimate Lighting     |
| 2000 | Věra Chytilová                           | Regizor                                   | Daisies               |
| 2001 | Otakar Vávra                             | Regizor                                   | Witchhammer           |
| 2002 | Juraj Jakubisko                          | Regizor slovac                            | The Millennial Bee    |
| 2003 | Theodor Pištěk                           | Creator de costume                        |                       |
| 2004 | Stella Zázvorková                        | Actriță                                   |                       |
| 2005 | Jan Němec                                | Regizor                                   | Diamonds of the Night |
| 2006 | Ivan Passer                              | Regizor                                   | Intimate Lighting     |
| 2007 | Vojtěch Jasný                            | Regizor                                   | All My Compatriots    |
| 2008 | Juraj Herz                               | Regizor slovac                            | The Cremator          |
| 2009 | Jana Brejchová                           | Actriță                                   |                       |
| 2010 | Zdeněk Svěrák                            | Scenarist și actor                        | Kolya                 |
| 2011 | Josef Somr                               | Actor                                     |                       |
| 2012 | Karel Černý                              | Regizor de artă                           | Amadeus               |
| 2013 | Vladimír Körner                          | Scenarist                                 | Adelheid              |
| 2014 | Drahomíra Vihanová                       | Regizor                                   | The Fortress          |
| 2015 | Stanislav Milota                         | Director de imagine                       |                       |
| 2016 | Karlovy Vary International Film Festival |                                           |                       |
| 2017 | Alois Fišárek                            | Editor                                    |                       |
| 2018 | Věra Plívová-Šimková                     | Regizor                                   | Krakonoš a lyžníci    |